# Erizada semifervens
Erizada semifervens är en fjärilsart som beskrevs av Walker 1864. Erizada semifervens ingår i släktet Erizada och familjen trågspinnare. Inga underarter finns listade i Catalogue of Life.